# Léon Barzin
 (avril 2023).
Si vous disposez d'ouvrages ou d'articles de référence ou si vous connaissez des sites web de qualité traitant du thème abordé ici, merci de compléter l'article en donnant les références utiles à sa vérifiabilité et en les liant à la section « Notes et références ».
Pour les articles homonymes, voir Barzin.
Léon Barzin (né à Bruxelles, le 27 novembre 1900, décédé à Naples, Floride le 29 avril 1999) est un chef d'orchestre américain, né belge. Il est le fondateur du National Orchestral Association (NOA), le plus ancien orchestre pour la formation des jeunes aux États-Unis. Barzin a également été le directeur musical fondateur du New York City Ballet.

## Biographie

### Jeunesse et études
Né à Bruxelles, en Belgique en 1900, Léon Barzin a été amené aux États-Unis à l'âge de deux ans. Il a étudié le violon avec son père (alto solo au Théâtre de la Monnaie à Bruxelles, puis de l'Orchestre du Metropolitan Opera), et plus tard avec Édouard Deru, Pierre Henrotte et Eugène Ysaÿe. 
Il étudie à l'université Columbia.

### Parcours professionnel
Il est entré à l'Orchestre philharmonique de New York en 1919 en tant que violoniste et a été nommé premier alto en 1925, poste qu'il a conservé jusqu'en 1929, en collaborant pendant ces années avec Willem Mengelberg, Wilhelm Furtwängler et Arturo Toscanini. Il a reçu les encouragements de Toscanini lorsqu'il a commencé sa carrière de chef. En 1930, il a été nommé chef d'orchestre principal et directeur musical du National Orchestral Association, le premier terrain d'essai en l'Amérique pour les jeunes professionnels et un tremplin pour des générations de jeunes instrumentistes américains. En cette qualité, il a eu un succès notable pendant trois décennies. Dans les concerts publics et aux répétitions hebdomadaires, atteignant un large public grâce à la station de radio municipale de New York, il a encouragé ses instrumentistes abordant un répertoire classique.
L'influence de Léon Barzin sur la qualité des exécutions symphoniques aux États-Unis a été énorme et de longue durée, alors que des milliers de jeunes instrumentistes professionnels sont sortis du NOA pour rejoindre les rangs des grands ensembles symphoniques américains, des orchestres de ballet et d'opéra. En 1958, il a démissionné de l'association et s'est installé à Paris, où il a fondé l'Orchestre philharmonique de Paris - en donnant des concerts hebdomadaires au Théâtre des Champs-Élysées - et a enseigné la direction d'orchestre à la Schola Cantorum de Paris. Il est retourné à New York en tant que directeur musical du National Orchestral Association en 1970. En 1973, il a amené le NOA en Italie, pour être orchestre en résidence au Festival dei due mondi de Spolète, en participant à la production légendaire de Luchino Visconti de Manon Lescaut de Giacomo Puccini. Léon Barzin a démissionné en 1976.
Le grand violoncelliste Emanuel Feuermann considérait Barzin comme l'un des meilleurs chefs d'orchestre du XXe siècle et en effet il était un collaborateur très apprécié des solistes de son temps. Ses années avec l'NOA ont été remarquables pour la pléiade d'artistes qui ont joué sous sa direction : Artur Schnabel, Claudio Arrau, Bronisław Huberman, Nathan Milstein, Ernst von Dohnányi, Emanuel Feuermann, William Primrose, Lilian Kallir, Joseph Szigeti, Felix Salmond, Myra Hess, Rudolf Serkin, Yehudi Menuhin, Ossip Gabrilowitsch, Lili Kraus, Mischa Elman, Elisabeth Schumann, Joseph Fuchs, Lillian Fuchs, Philippe Entremont, Leonard Rose, Zino Francescatti, Oscar Shumsky, William Kapell, Michael Rabin, David Nadien, Jacques Voois et Rosalyn Tureck.
Léon Barzin a été l'un des fondateurs du New York City Ballet et de son prédécesseur, le Ballet Society, avec Lincoln Kirstein et George Balanchine. Il est y resté comme directeur musical pendant dix ans. Chef invité avec des orchestres tels que le New York Philharmonic et l'Orchestre symphonique de Minneapolis, il a été directeur du Centre de musique de Tanglewood (en) et responsable de l'enseignement au New England Conservatory of Music.

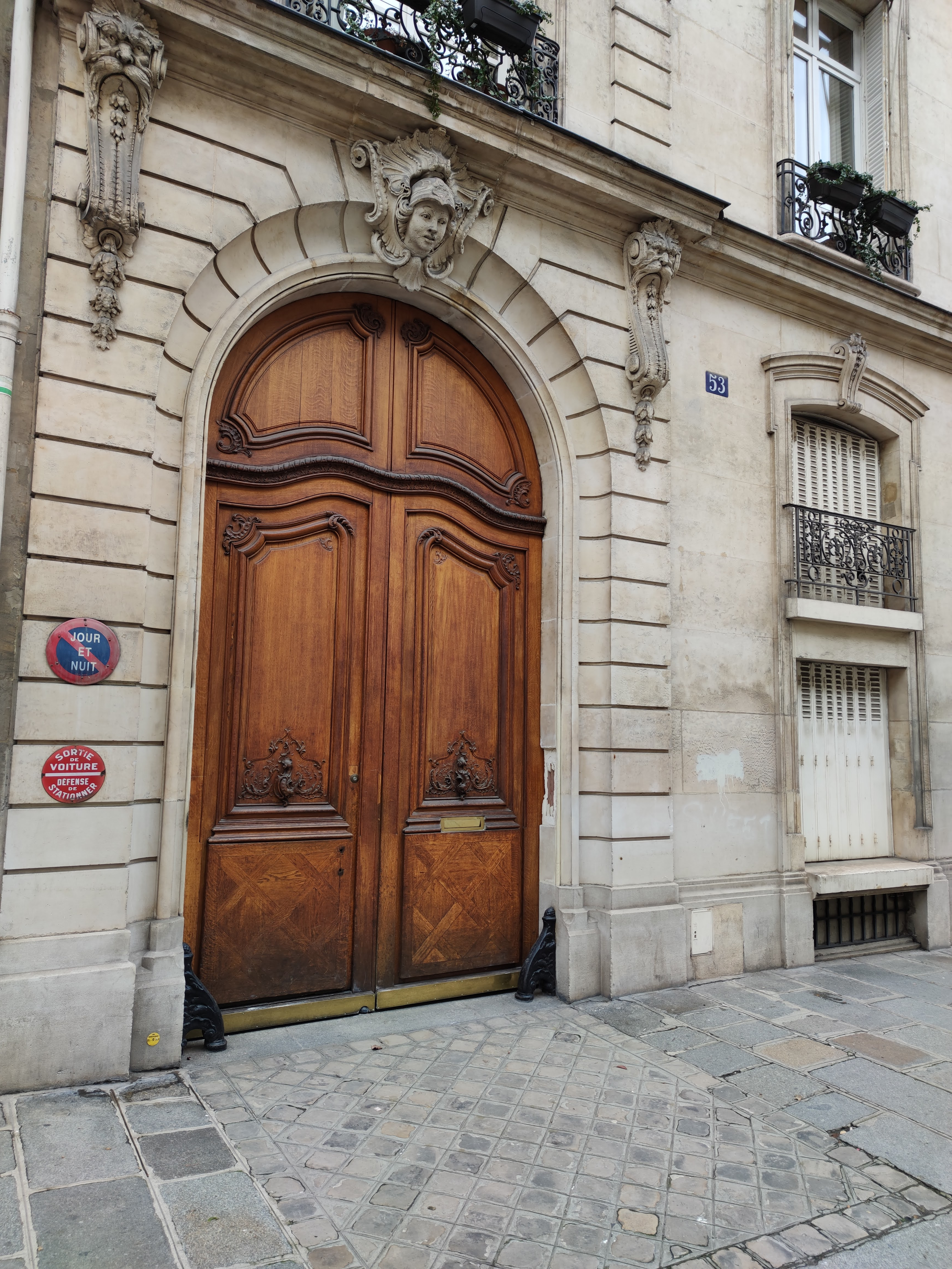
Hôtel particulier du 53, rue de Monceau, Paris, 8e arrondissement.

Grand maître de la baguette, Barzin était un professeur très recherché pour la direction d'orchestre à New York et plus tard en France — à son domicile de la rue Monceau, Paris et au Pavillon d'Artois, Vaux-sur-Seine — et à Fribourg, en Suisse. Sa technique particulière a été enseignée comme une norme à la Royal Academy of Music de Londres. Il est resté un éducateur dynamique et énergique jusqu'à sa mort le 19 avril 1999 à Naples, en Floride.

## Honneurs
Barzin a reçu le Prix Ditson de l'Université Columbia, la Médaille d'Or du Liban, le Prix Theodore Thomas de la Guilde des Chefs. Il a également reçu la Légion d'honneur.

## Discographie et Vidéo
- Dvořák, Concerto pour violoncelle ; Bloch, Schelomo - Emanuel Feuermann, violoncelle (New York, janvier 1940, « Legendary classics » Philips 429 776-2 / West Hill Radio Archives) (OCLC 18882006 et 793720885)
- Beethoven, Concerto pour piano no 3 en ut mineur, op. 37 (mouvements 2 largo et 3 rondo) - William Kapell, piano ; National Orchestra Association (26 avril 1937, Arbiter 108) (OCLC 39016130) — Kapell est alors âgé de quatorze ans : il s'agit du premier enregistrement conservé du pianiste.
- Beethoven, Concerto pour violon - Bronisław Huberman, violon (New York, 17 décembre 1944, Arbiter) (OCLC 41104183)
- Bizet, Roma (Ballet), Chabrier, Bourrée fantasque (Ballet) - New York City Ballet Orchestra (Vox PL9320 / LP 1⁄3 Record)
- Mozart, Symphonie « Haffner » no 35 en ré majeur ; Berlio, Ouverture Waverley ; trois extraits de la Damnation de Faust - Orchestra drawn from the alumni of the National Orchestral Association (Columbia Masterworks ML5176 / LP 1⁄3 Record)
- Mendelssohn, Concerto  pour violon en mi mineur ; Bruch, Concerto no 1 en sol mineur - Nathan Milstein, violon ; Philharmonia Orchestra, dir. Leon Barzin (1961, Capitol Records SP8518 / LP 1⁄3 Record / EMI 7 67444 2) (OCLC 6284162 et 34240757)
- G. Kleinsinger-P.Tripp, Victory Jory Symphony Orchestra - Tubby The Tuba - Cosmopolitan DMR 101 (78 tours)
- Kay-Balanchine, Western Symphony/Thomson-Christensen: Filling Station - New York City Ballet Orchestra, dir. Leon Barzin (Vox Records PL 9050 / LP 1⁄3 Record)
- Leon Barzin et The National Orchestral Association 2004, The National Orchestral Association (110 minutes) — DVD Vidéo
- Leon Barzin dirige le National Orchestral Association en 1971, enregistrement vidéo[4]